# Gustavo Niederlein

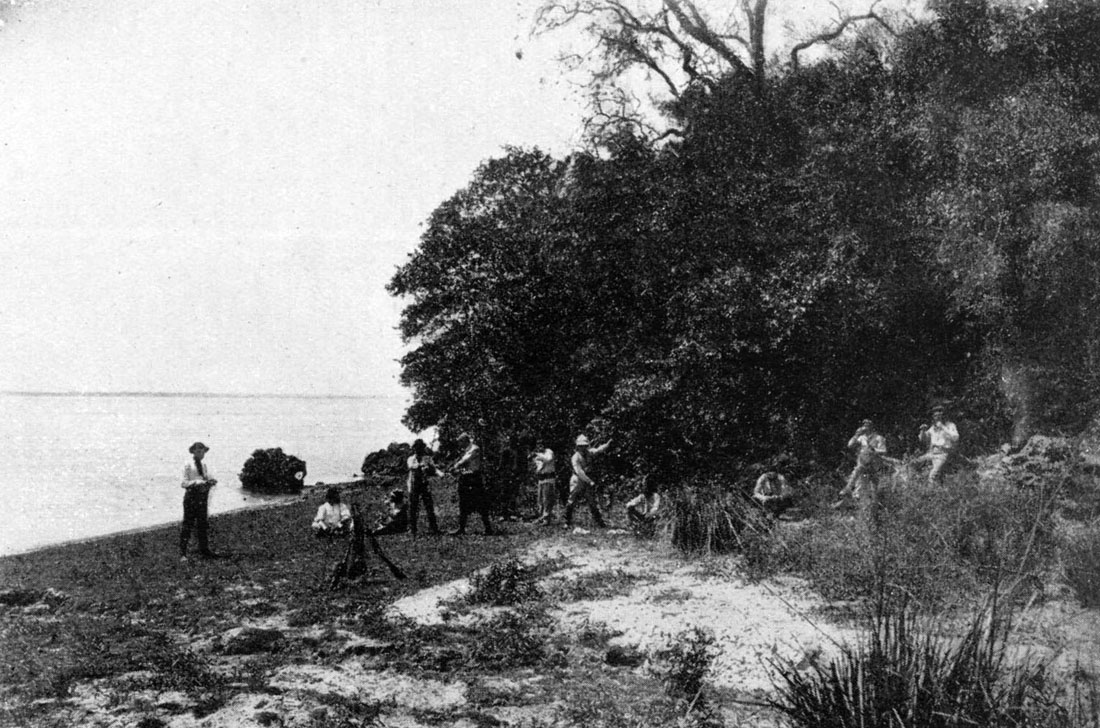
Personal de la Expedición Científica al Alto Paraná. Niederlein es el último de la derecha.

Gustav o Gustavo Niederlein (Löbau, Alemania; 1 de enero de 1858 - Santiago del Estero, Argentina; 23 de marzo de 1924) fue un naturalista alemán nacionalizado argentino que desarrolló parte de su carrera en Argentina. Como parte de la cohorte de sabios que abandonaron Alemania para explorar el nuevo continente hacia fines del siglo XIX, se incorporó al Ministerio de Agricultura en Argentina, formando un importante herbario. Acompañó a las tropas de Julio Argentino Roca en la Campaña del Desierto, elaborando una lista de plantas de la zona que complementó las exploraciones precedentes de Eduardo Ladislao Holmberg, y que se publicó con gran éxito en la Exposición Universal de París. Encabezó luego una comisión designada por el gobierno para recoger material que enviara a la Exposición de Chicago, viajando al norte del país para recolectar ejemplares de flora y fauna. En sus últimos años investigaría la flora del trópico, llegando hasta Honduras en la búsqueda de orquídeas.

## Abreviatura en botánica
- La abreviatura «Niederl.» se emplea para indicar a Gustavo Niederlein como autoridad en la descripción y clasificación científica de los vegetales.[1]